# Suyckutambo (distrito)
O distrito peruano de Suyckutambo é um dos oito distritos da Província de Espinar, situase no Departamento de Cusco, perteneciente a Departamento de Cusco, Peru.

## Transporte
O distrito de Suyckutambo é servido pela seguinte rodovia:
- CU-131, que liga o distrito de Espinar à cidade [1][2][3]